# 高槻郵便局
高槻郵便局（たかつきゆうびんきょく）は、大阪府高槻市にある郵便局。民営化前の分類では集配普通郵便局であった。

## 概要
住所：〒569-8799 大阪府高槻市中川町1-1

### 分室
分室はなし。過去に存在した分室は以下の通り。
- 電話分室 - 1949年（昭和24年）に松原町分室から改称。廃止年月日は不明。

### 出張所（局外ATM）
2007年（平成19年）10月1日以降は、ゆうちょ銀行大阪支店の出張所となった。
- イオン高槻店内出張所

## 沿革
- 1872年1月14日（明治4年12月5日） - 高槻郵便取扱所として開設[1]。
- 1875年（明治8年）1月1日 - 高槻郵便局（五等）となる。
- 1879年（明治12年） - 為替取扱を開始。
- 1880年（明治13年） - 貯金取扱を開始。
- 1948年（昭和23年）11月1日 - 富田郵便局[2]から集配業務の一部[3]を、また五領郵便局[4]から集配業務の一部[5]を、それぞれ移管[6]。
- 1949年（昭和24年）6月10日 - 高槻市大字高槻から同市大字上田部に移転。同日、松原町分室を電話分室に改称。
- 1959年（昭和34年）8月24日 - 電話通話および和文電報受付事務の取扱を開始。
- 1981年（昭和56年）8月10日 - 高槻市紺屋町（国鉄（当時）高槻駅前）から同市中川町へ移転[7]。
- 1995年（平成7年）10月16日 - 高槻市内のJR線以北（郵便番号が、569-11→569-1xxxの地区）を、新たに設置された高槻北郵便局に移管[8]。
- 1997年（平成9年）6月23日 - 外国通貨の両替および旅行小切手の売買に関する業務取扱を開始。
- 2007年（平成19年）10月1日 - 民営化に伴い、併設された郵便事業高槻支店に一部業務を移管。
- 2012年（平成24年）7月1日 - ゆうゆう窓口24時間営業廃止。近隣の24時間営業局は郵便事業茨木支店となる。
- 2012年（平成24年）10月1日 - 日本郵便株式会社発足に伴い、郵便事業高槻支店を高槻郵便局に統合。

## 取扱内容
- 郵便、印紙、ゆうパック、内容証明
- 貯金、為替、振替、振込、国際送金、外貨両替・トラベラーズチェック、国債、投資信託
- 生命保険、バイク自賠責保険、自動車保険、変額年金保険
- ゆうちょ銀行ATM
- 高槻市内のJR線以南（郵便番号が、569-0xxxの地区）の集配業務
- ゆうゆう窓口

## 周辺
- 高槻市役所
- 高槻市消防本部 中消防署
- 高槻市立桃園小学校
- 芥川

## アクセス
- JR東海道本線（JR京都線） 高槻駅から徒歩約13分
- 阪急京都線 高槻市駅から徒歩約17分
- 名神高速道路 茨木ICから北東へ約6km、大山崎ICから南西へ約10km
- 国道171号沿い
- 駐車場あり：15台